# If You Have to Ask
«If You Have to Ask» — песня американской рок-группы Red Hot Chili Peppers, пятый и финальный сингл из альбома Blood Sugar Sex Magik. Для песни было смонтировано музыкальное видео, в нём звучит альбомная версия песни поверх кадров с концерта группы. «If You Have to Ask» примечательна тем, что в видеоклипе для этой песни снялся гитарист Эрик Маршалл (второй клип с его участием — «Breaking the Girl»). Видео редко транслировалось на музыкальных каналах, и в итоге, песня не была включена в сборник суперхитов группы — Greatest Hits, также она не была включена в сборник Greatest Videos, как и некоторые другие видео периода сотрудничества Chili Peppers с лейблом Warner Bros. Records.
Когда гитарист Джон Фрушанте заканчивает соло в конце песни, можно услышать, как технический персонал и группа аплодируют ему. В итоге, музыканты решили не предпринимать попыток отредактировать аплодисменты или повторно перезаписать этот сегмент, как обычно делают со всеми другими непреднамеренных звуками во время мастеринга.
«If You Have to Ask» стабильно исполняется в ходе каждого гастрольного тура группы, начиная с 1991 года.

## Список композиций
Компакт-диск (1993)
1. «If You Have to Ask (Edit)»
2. «If You Have to Ask (Disco Krisco Mix)»
3. «If You Have to Ask (Scott And Garth Mix)»
4. «Give It Away (In Progress)»

Грампластинка (1993)
1. «If You Have to Ask (Disco Krisco Mix)»
2. «If You Have to Ask (Album)»
3. «If You Have to Ask (Friday Night Fever Blister Mix)»
4. «Give It Away (In Progress)»